# Birmingham (Iowa)
Birmingham – miasto w Stanach Zjednoczonych, w stanie Iowa, w hrabstwie Van Buren.

## Demografia
Zgodnie ze spisem statystycznym z 2000 roku, miasto liczyło 423 mieszkańców. W 2023 roku liczba mieszkańców spadła do 372 osób, a gęstość zaludnienia poniżej 138 osób/km².